# Берилієві руди
Бери́лієві ру́ди (англ. beryllium ores; нім. Beryllerze) — природні мінеральні утворення, що містять берилій. Be міститься в рудах головним чином в формі власних мінералів, а також у вигляді ізоморфної домішки (до 1–2 %) в породотвірних мінералах.

## Головні мінерали
Головні мінерали, що входять до складу берилієвих руд: берил (14,1 % ВеО), фенакіт (42–45 %), бертрандит (40–42 %), гельбертрандит (32–35 %), хризоберил (18–20 %), гельвін-ґентгельвін-даналіт (10–12 %), евклаз (16–17 %) і лейкофан (10–12 %). 
Мінерали, в складі яких Be може розсіюватися у вигляді ізоморфної домішки, — везувіан (до 1–4 % ВеО) і маргарит (до 3 %). Водночас з берилієвих руд вилучають W, Мо, Sn, Та, Li, Cs, Rb і ін., а хвости збагачення берилієвих руд є сировиною для керамічної і будівельної промисловості. Родовища берилієвих руд в більшості випадків мають ендогенне постмагматичне походження і пов'язані з областями поширення масивів лейкократових гранітів і сублужних гранітоїдів.

## Рудні формації
Відомо 7 гол. рудних формацій берилієвих руд:
- 1 — берилоносні гранітні пегматити;
- 2 — фенакіт-ґентгельвінові полевошпатові метасоматити;
- 3 — гельвінові і хризоберилові апоскарнові ґрейзени;
- 4 — слюдяні ґрейзени і кварцові жили з берилом, рідко з бертрандитом;
- 5 — слюдо-флюоритові ґрейзени, зони прожилок і мінералізовані зони дроблення з берилом, хризоберилом, фенакітом серед карбонатних товщ, осадово-метаморфічних і магматичних гірських порід підвищеної основності;
- 6 — флюоритові метасоматити і полевошпат-кальцитові прожилки з фенакітом, бертрандитом, евдидимітом та ін. берилієвими мінералами серед карбонатних порід в приконтактових зонах дрібних склепінь ґраносієнітів;
- 7 — флюоритизовані ріолітові туфи з гельбертрандитом.

Рудні тіла різноманітні за морфологією: пошарові пласти, рудні штоки, стовпи, трубоподібні поклади, круті і пологі жили. 

## Родовища берилієвих руд
Родовища берилієвих руд зосереджені в США, Бразилії, Аргентині, Мексиці, ПАР, Намібії, Мозамбіку, Зімбабве, Уганді, Мадагаскарі, Індії, Португалії. Географічний розподіл світових запасів нерівномірний: 61 % належить Америці (з них 42 % Бразилії, по 8 % США і Аргентині), бл. 20 % — Азії, 16 % — Африці, 3 % — Австралії. Західна Європа майже позбавлена берилієвих руд. Найперспективніше джерело Be — комплексні руди пневматоліто-гідротермальних родовищ, в яких берилієві мінерали представлені бертрандитом і фенакітом в поєднанні з флюоритом.

## Переробка берилієвих руд
Див. флотація берилієвих руд
Найпоширеніша схема збагачення берилієвих руд включає флотацію слюди і польового шпату з подальшою флотацією фенакіту і бертрандиту, вміст ВеО в концентраті 3–11 %, вилучення 75–90 %.